# Cassandra Willoughby

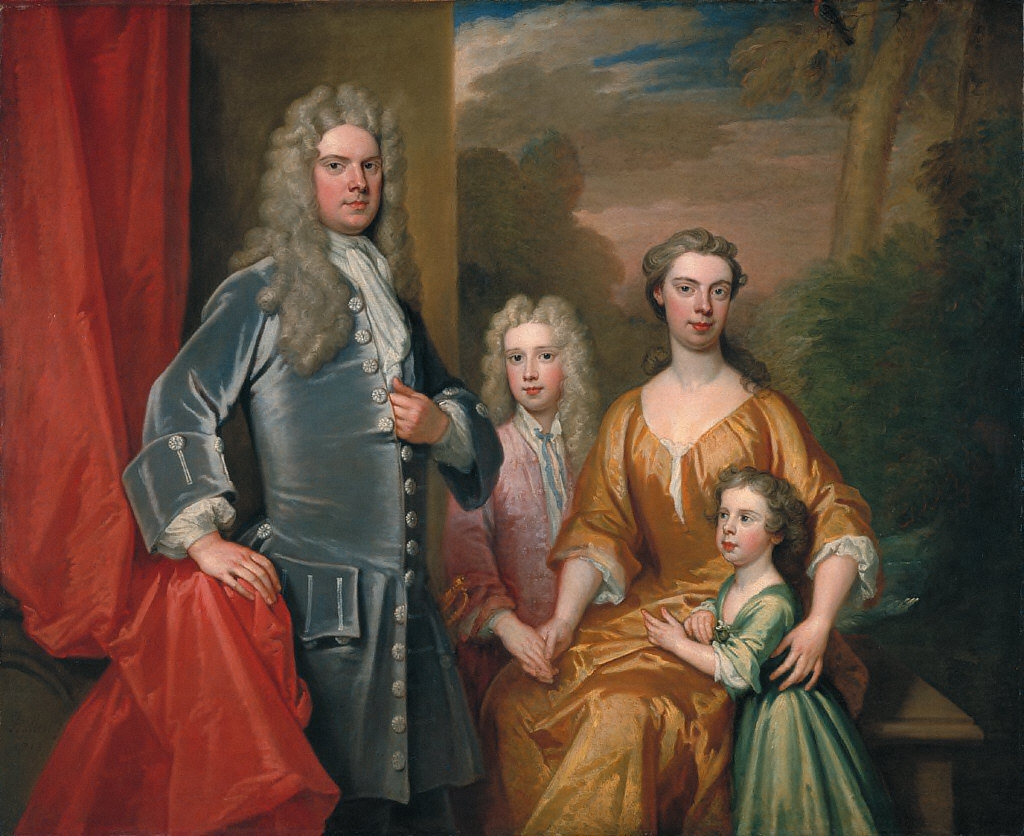
Cassandra Willoughby tillsammans med sin man och hans söner. Av Godfrey Kneller 1713.

Cassandra Willoughby, född 23 april 1670, död 16 juli 1735, var en brittisk reseskildrare och historiker.
Hon var dotter till sir Francis Willoughby som var en förmögen naturvetenskapsman, särskilt intresserad av fåglar och fiskar. Han arbetade tillsammans med universalsnillet John Ray. De utgav flera naturvetenskapliga skrifter och betraktas som Linnés stora föregångare. Fadern dog 1672 och Ray undervisade hans barn. Cassandra Willoughby blev alltså mycket välutbildad. Hon blev så småningom gift med James Brydges, hertig av Chandos, en av Englands rikaste män. Familjens slott Canons utanför London var en av det dåtida Englands praktfullaste byggnader. Georg Friedrich Händel var chef för slottets 23-mannaorkester. Han skrev där en särskild Canonssvit (med kyrkomusik) samt ett par operor. 
Cassandra Willoughby gjorde flera resor i England och Wales och hennes reseminnen har utgivits. Det finns flera biografier om henne bl.a. "Excellent Cassandra" av Joan Johnson. Cassandra Willoughby är begravd i St Lawrence Whitchurch, Little Stanmore i nordvästra London.